# ヤンゲン・スポール
ヤンゲン・スポール（仏: Hienghène Sport）は、ニューカレドニア北部州のコミューン、ヤンゲンをホームタウンとする、ニューカレドニア・シュペールリーグに加盟するサッカークラブ。

## 概要
1997年に創設。2013年、国内カップ戦のクープ・ドゥ・カレドニーで初タイトルを獲得。
2015年、国内リーグで1位となったものの、リーグ戦終了後に規定違反があったとして、勝ち点を7点剥奪される処分が下され、ASマゼンタを下回って2位に転落。一度は掴んだと思われたリーグチャンピオンの座を逃した。
2017年2月、OFCチャンピオンズリーグに初出場（グループステージで敗退）。11月、創設20年目にして初のリーグタイトルを獲得。
2019年、2度目の参戦となったOFCチャンピオンズリーグでは、準決勝で前回大会王者、ニュージーランドのチーム・ウェリントンを2-0で下すと、決勝戦ではASマゼンタとのニューカレドニア勢同士の対決を1-0で制し、クラブ史上初の国際大会優勝を飾った。また、この結果により、ニューカレドニア初のオセアニア王者として、FIFAクラブワールドカップ2019への出場権も獲得した。さらに、10月にはカップ戦を、11月には国内リーグを続けて制覇し、単一シーズンでの主要タイトル三冠を達成した。 

## タイトル

### 国内タイトル
- リーグ：2回
  - 2017, 2019
- カップ戦：3回
  - 2013, 2015, 2019

### 国際タイトル
- OFCチャンピオンズリーグ：1回
  - 2019